# الاتحاد الكاميروني لكرة القدم

الشعار السابق

تأسس الاتحاد الكاميروني لكرة القدم (بالفرنسية: Fédération Camerounaise de Football)‏ في عام 1959 وانضم إلى الإتحاد الدولي لكرة القدم في 1962 وإنضم إلى الاتحاد الأفريقي لكرة القدم في 1963.